# دارو

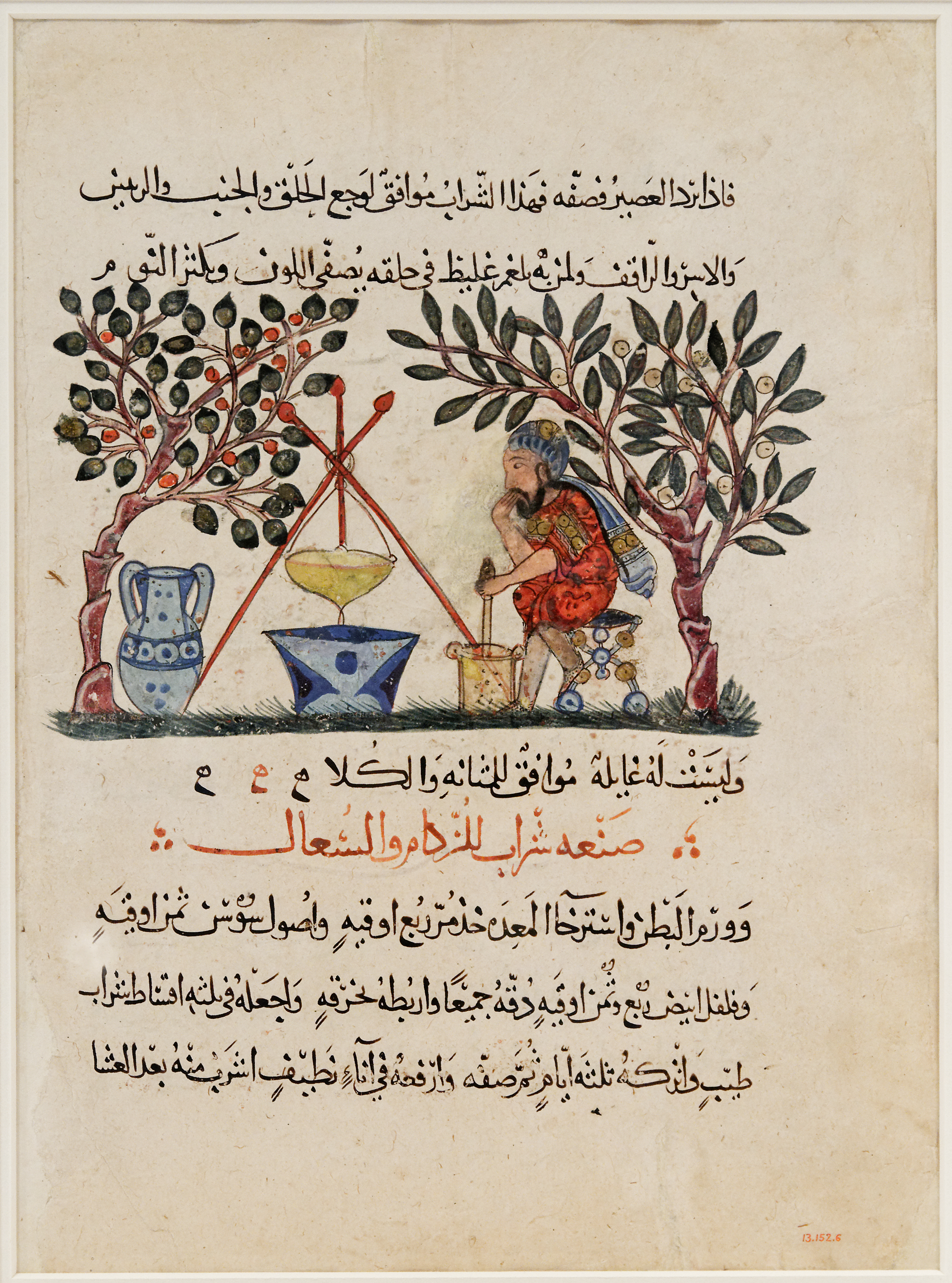
ورق کتابی از دوران طلایی اسلام که آماده‌سازی نوعی دارو را نمایش می‌دهد. متعلق به قرن ۱۳ میلادی

دارو (به انگلیسی: Drug) در دانش پزشکی به هر ماده‌ای که برای درمان، تسکین علائم، تشخیص بیماری یا پیشگیری از آن به‌کار رود و بر ساختار یا کارکرد جاندار اثر بگذارد و پس از ورود به بدن، عملکرد بدن را تصحیح کند گفته می‌شود. در تعریفی دیگر، دارو به ماده‌ای گفته می‌شود که با اثر بر گیرنده‌ای خاص در داخل، خارج یا دیواره سلول، باعث شروع یا مهار عملکردی خاص می‌گردد و قدرت اثر دارو با میزان و تعداد این تعامل، نسبت مستقیم دارد؛ البته داروهایی که محل اثر موضعی دارند، همچون: آنتی‌اسیدها، ضدعفونی‌کننده‌های موضعی و مواد حاجب، در این تعریف نمی‌گنجند.
دارو ممکن است که منشأ طبیعی (گیاهی یا حیوانی) داشته باشد یا به‌طور مصنوعی ساخته شود. داروهای شیمیایی معمولاً در آزمایشگاه و به‌دست داروسازان و گاهی پزشکان یا دانشمندانی دیگر کشف شده و پس از تحقیقات کافی و تأیید مراجع رسمی، در کارخانه‌های داروسازی تولید می‌شوند.
مصرف دارو با این روش‌ها: خوراکی (قرص و شربت)، مالیدنی (پماد و قطره)، استنشاقی (از راه تنفس)، تزریقی (آمپول) یا شیاف مصرف می‌شود.
داروها به چهار صورت معدنی، حیوانی، گیاهی یا شیمیایی وجود دارند.
همچنین می‌توان داروها را به دو دسته مُجاز و غیرمجاز (مانند برخی مخدرها) طبقه‌بندی کرد.
داروها اصولاً باید در شرایط ویژه‌ای نگهداری شوند؛ همچنین تاریخ مصرف مشخصی دارند. شیوه مصرف دارو و چنده‌گذاری (دُوز مصرفی) آن در نسخه پزشک معالج، مشخص می‌شود. برخی از داروهای ساختنی-که به آن‌ها داروهای جالینوسی نیز گفته می‌شود-در داروخانه با نسخه پزشک و از ترکیب چند ماده دارویی ساخته می‌شود.
به محل فروش دارو داروخانه گفته می‌شود.

## واژه‌شناسی
ریشه واژه دارو به زبان پهلوی و واژه «داروک» برمی‌گردد.
این واژه با Drug در انگلیسی هم‌ریشه است.
تحلیل این واژه: دار (درخت) + وک (پسوند صفت‌ساز): داروک.
دارو به معنای درختی است که خاصیت دارویی دارد؛ چون در گذشته، بیشتر داروها را از درخت می‌گرفتند.
فریدون جنیدی در کتاب داستان ایران درباره نام دارو می‌نویسد: درخت در زبان اوستایی «دااورو» dauru نامیده می‌شود و در گذر از اوستا به پهلوی، به‌گونه «دار» بر آمده است، و «داروک» درختچه و بوته است، و چنان‌که پیداست، پیش از پیدا شدن داروهای شیمیایی، همه داروها را از بوته‌ها و درختچه‌ها برمی‌گرفته‌اند. واژه «داروک» (پهلوی کهن)، در پهلوی نو به‌گونه «داروگ» درآمد و با همین گونۀ نو، ره به زبان‌های اروپایی گشود که آن را در انگلیسی drug، در فرانسوی drogue و لاتینی droga می‌خوانند.

## ماهیت داروها
در حالت کلی، یک دارو ماده‌ای است که با واکنش‌های شیمیایی خود، تغییراتی در کارکرد زیستی ایجاد می‌کند. عمدتاً مولکول دارو با یک مولکول خاص در سیستم زیستی-که نقش مشخصی بازی می‌کند- برهم‌کنش دارد؛ به این مولکول، گیرنده یا ریسپتور می‌گویند.
داروها در موارد اندکی به‌عنوان دشمن شیمیایی، معروف هستند که ممکن است با دیگر داروها واکنش نشان دهند؛ در موارد دیگری مثل عوامل اسمزی، داروها به‌طور انحصاری با مولکول‌های آب، واکنش نشان می‌دهند. داروها ممکن است درون بدن، تولید شوند؛ همانند هورمونها، یا شیمیایی بوده و درون بدن تولید نشوند.
سموم نیز دارو محسوب می‌شوند. مواد سمی می‌توانند به‌وسیله موجودات زنده، از جمله، گیاهان و جانوران ساخته شوند یا همانند آرسنیک و کادمیوم، دارای ریشهٔ معدنی باشند. از آنجا که واکنش دارو با گیرندهٔ آن، شیمیایی است، یک مولکول دارو باید شکل، اندازه، ترکیب اتمی و بار الکتریکی مناسب داشته باشد.

## عملکرد داروها

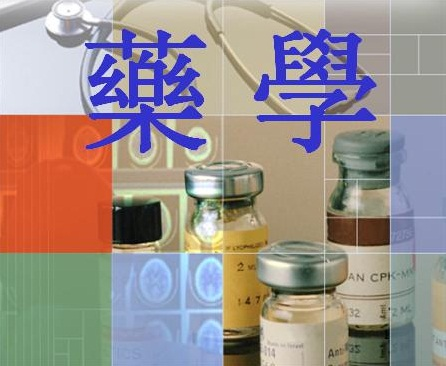
تعدادی دارو

یک دارو معمولاً دارای نقطهٔ دریافت متفاوتی نسبت به جایگاه عمل خود است؛ مثلاً قرصهایی که برای درمان سردرد به‌کار می‌روند، با اینکه از راه دهان دریافت می‌شوند؛ جایگاه عمل آن‌ها مغز است؛ بنابراین یک داروی پذیرفته و عملی‌شده، دارویی است که اولاً خواص لازم برای انتقال از سایت ورودی به جایگاه عمل مورد نظر را داشته باشد و ثانیاً در زمان معقول از بدن دفع شود؛ البته برخی داروها مانند داروهای موضعی پوستی و افشانه‌های تنفسی، مکان اثرگذاری نزدیک به محل دریافت دارند.
داروها می‌توانند در شرایط استاندارد دما و فشار یا (STP) در سه حالت گاز، مثل نیتروزاکسید، مایع، مثل لیدوکایین و نیز جامد، مثل آسپرین موجود باشند. این شرایط، تعیین‌کنندهٔ نحوهٔ ورود و دریافت آن‌ها در بدن انسان است؛ برای مثال، برخی داروهای مایع به‌راحتی در دمای اتاق تبخیر می‌شوند و می‌توانند به همان شکل، تنفس شوند؛ همانند (هالوتان).
طبقات گوناگون داروهای آلی در داروشناسی و داروسازی مورد بررسی قرار می‌گیرند. بسیاری از داروها بازها و اسیدهای ضعیف هستند. این داروها به‌وسیلهٔ خود بدن هدایت می‌شوند؛ زیرا تفاوت pH در اجزای مختلف، ممکن است که درجه یونش، این نوع داروها را تغییر دهد.
یکی از شایع‌ترین انواع مسمویت، مسمومیت دارویی است. خواب‌آورها، مسکن‌ها و داروهای ضدافسردگی-که سیستم اعصاب مرکزی را تحت تأثیر قرار می‌دهد- جزو مهم‌ترین داروهای مسومیت‌آفرین هستند. در ایران نیز داروها نخستین عامل مسمومیت به‌شمار می‌روند؛ مسکن‌های غیرمخدر، تب‌برها و داروهای ضد رماتیسمی، اولین دسته از داروهای ایجادکننده مسمومیت در ایران هستند و پس از آن، داروهای دسته اعصاب و روان همچون: داروهای خواب‌آور و ضد صرع... قرار دارند.

## خرید دارو
نکته ای که در تهیه دارو ها باید مورد توجه قرار گیرد و بسیار اهمیت دارد توجه به مضر نبودن دارو برای شما طبق دستور پزشک متخصص است .  استفاده دارو ها بدون دستور پزشک ممکن است برای شما عوارض داشته باشد . همچنین توجه به تاریخ انقضای دارو هم مهم است که دارو خاصیت خود را از دست نداده باشد یا دچار از بین رفتن ساختار و تبدیل به ماده مضر نشده باشد .
نکته دیگر منبع تهیه دارو است که در حالت عادی از داروخانه های سطح شهر که دارای تاییدیه هستند تهیه نمایید یا در صورتی که به صورت آنلاین قصد خرید دارید از فروشگاه های معتبر مختلف میتوانید استفاده کنید. فروشگاه های مختلفی در سطح اینترنت با تاییدیه وجود دارند ( به طور مثال تیهوفارما ، مثبت سبز ، ...) که میتوانید از آنها خرید را انجام داده و از طریق آدرس پستی برای شما ارسال شود .